# دهستان سردار جنگل
دهستان سردار جنگل نام دهستانی در بخش سردار جنگل شهرستان فومن، استان گیلان در ایران است. براساس سرشماری مرکز آمار ایران در سال ۱۳۸۵، جمعیت آن ۱۰۳۱۱ نفر (۲۷۳۹ خانوار) بوده‌است.